# Всеукраїнська Рада селянських депутатів
Всеукраїнська Рада селянських депутатів – виборна національна організація українського селянства. Створена на Всеукраїнському селянському з'їзді 1917 15(02) червня, складалася з депутатів, обраних за територіальним принципом (134 особи) та членів ЦК Селянської спілки (15 осіб); після дообрання депутатів від повітів, які не були представлені на з'їзді, їх кількість мала зрости до 212 осіб. Входила до Української Центральної Ради з правом вирішального голосу.
1917 відбулося три сесії:
- 1-ша сесія (5–7 липня (22–24 червня), присутні бл. 100 депутатів) обговорила політичне становище, схвалила I Універсал УЦР (див. Універсали Української Центральної Ради), визначила, що рада має керувати усім селянським рухом в Україні, відкликала українську фракцію з виконкому Всеросійської ради селянських депутатів та направила туди 5 своїх представників;
- 2-га – (15–17(2–5) вересня, 150 депутатів) засудила Корнілова заколот 1917, висловила недовіру Тимчасовому уряду та його централістичній політиці, негативно оцінила Інструкцію Тимчасового уряду Генеральному Секретаріатові Української Центральної Ради та ін.;
- 3-тя – (1– 6 грудня (18–23 листопада)) ухвалила низку постанов про впорядкування життя в Україні, зокрема про організацію місцевих органів влади у формі губернських, повітових та волосних народних рад.